# Beskiden-Tour
Die Beskiden-Tour war eine Skisprung-Wettkampfserie, die in moderner Form zum ersten Mal in der Saison 2017/18 im Rahmen des Continental Cups ausgetragen wurde. Es werden insgesamt drei Wettkämpfe an drei verschiedenen Orten in zwei Ländern im Bereich der Beskiden ausgetragen. Der Gesamtsieger erhält eine Trophäe und ein Preisgeld in Höhe von 1.500 Euro; die Zweit- und Drittplatzierten erhalten 1.000 bzw. 500 Euro Preisgeld. Die Wettkampfserie wurde bereits von 1958 bis 1989 in ähnlicher Form ausgetragen.
Sieger der ersten Tour 2017, die vom 18. bis zum 20. August 2017 stattfand, wurde der Pole Klemens Murańka vor den beiden Slowenen Miran Zupančič und Žiga Jelar.

## Austragungsorte
Die Beskiden-Tour wurde zuletzt auf drei verschiedenen Schanzen in Polen und Tschechien ausgetragen:
| Ort                    | Schanze                               | Schanzenrekord                         |
| ---------------------- | ------------------------------------- | -------------------------------------- |
| Szczyrk                | Skalite-Schanzen Normalschanze, HS106 | 116,0 m Krzysztof Leja (1. März 2011)  |
| Wisła                  | Malinka Großschanze, HS134            | 139,0 m Stefan Kraft (8. Januar 2013)  |
| Frenštát pod Radhoštěm | Areal Horečky Normalschanze, HS106    | 107,0 m Jiří Mazoch (12. Februar 2006) |

Der Wettbewerb in Frenštát pod Radhoštěm fand zu Ehren des tschechoslowakischen Skispringers und Olympia-Goldmedaillengewinners Jiří Raška statt und wurde als Jiří Raška-Memorial-Wettbewerb ausgetragen.

## Siegerliste
| Ausgabe | Jahr | Sieger             | Zweiter        | Dritter    |
| ------- | ---- | ------------------ | -------------- | ---------- |
| 1       | 2017 | Klemens Murańka    | Miran Zupančič | Žiga Jelar |
| 2       | 2018 | Philipp Aschenwald | Lukáš Hlava    | Žak Mogel  |